# Sven Alkalaj
Sven Alkalaj (Sarajevo, 11 novembre 1948) è un diplomatico e politico bosniaco, ministro degli esteri della Bosnia ed Erzegovina nel governo di Nikola Špirić tra il 2007 e il 2012.
Di origine sefardita, Alkalaj è uno degli ebrei bosniaci di maggior rilievo di Bosnia ed Erzegovina, ed è da lungo tempo membro del Partito per la Bosnia ed Erzegovina (SBiH) di Haris Silajdžić.

## Biografia
Figlio di padre ebreo sefardita e madre cattolica croato-bosniaca, Alkalaj viene cresciuto come ebreo nella Sarajevo socialista e jugoslava. La sua famiglia paterna proviene dalla Spagna, da dove era fuggita al tempo dell'Inquisizione. Alkalaj si laurea in ingegneria meccanica all'Università di Sarajevo nel 1974, e ottiene anche una seconda laurea in economia a fine anni '80.
Alkalaj lavora a Sarajevo come dirigente d'azienda, prima come manager commerciale alla Petrolinvest (1975-1985), quindi manager per il medio ed estremo oriente (1985-88) della Energoinvest. Nel 1988 si trasferisce come direttore per la  Energoinvest a Bangkok, dove resta fino al 1994.
Nel 1994 è nominato ambasciatore della Bosnia ed Erzegovina negli Stati Uniti; dal 2000 è ambasciatore bosniaco preso l'Organizzazione degli Stati Americani, sempre a Washington. Dal 2004 al 2007 serve come ambasciatore bosniaco presso la NATO a Bruxelles. Nel 2007 viene nominato ministro degli esteri nel governo di Nikola Špirić. Infine, dal 2012 al 2014, è segretario esecutivo dell'UNECE.
Alkalaj è stato fortemente criticato, fino a chiederne le dimissioni, a seguito della pubblicazione della notizia secondo cui egli avrebbe ricevuto cittadinanza croata in base al lignaggio materno nel 2006.